# Jim Bullions
James Law Bullions, detto Jim (Dennyloanhead, 12 marzo 1924 – Barlborough, 27 gennaio 2014), è stato un allenatore di calcio e calciatore scozzese, di ruolo centrocampista.

## Carriera

### Giocatore
Nella stagione 1946-1947 ha giocato 17 partite nel campionato di First Division con il Derby County; dal 1947 al 1950 ha invece vestito la maglia del Leeds Utd, collezionandovi complessivamente 35 partite nell'arco di 3 stagioni in seconda divisione. Dal 1950 al 1954 gioca stabilmente da titolare allo Shrewsbury Town, in terza divisione (131 presenze e 2 reti in partite di campionato nell'arco del quadriennio). Tra il 1954 ed il 1962 ha poi giocato in vari club semiprofessionistici inglesi, ritirandosi definitivamente nel 1962.
In carriera ha totalizzato complessivamente 183 presenze e 2 reti nei campionati della Football League.

### Allenatore
Dal 1962 al 1971 ha allenato i semiprofessionisti dell'Alfreton Town.

## Palmarès

### Allenatore

#### Competizioni regionali
- Derbyshire Senior Cup: 1

Alfreton Town: 1969-1970